# Bob Fosse
Bob Fosse (n. 23 iunie 1927, Chicago, Illinois, SUA – d. 23 septembrie 1987, Washington, D.C., District of Columbia, SUA) a fost un regizor de film, actor de film, coregraf, scenarist, actor american, care a primit Premiul Emmy, Premiul Oscar pentru cel mai bun regizor pentru Cabaret și opt premii Tony.

## Filmografie

### Regizor
- Sweet Charity (1969)
- Liza with a Z: A Concert for Television (1972)
- Cabaret (1972)
- Lenny (1974)
- Tot acest jazz (1979)
- Star 80 (1983)